# Cortevaix
Cortevaix település Franciaországban, Saône-et-Loire megyében. Lakosainak száma 249 fő (2022. január 1.). Cortevaix Malay, Ameugny, Cormatin, Flagy, Salornay-sur-Guye és Bonnay-Saint-Ythaire községekkel határos.

## Népesség
A település népességének változása:
| Lakosok száma | 255  | 252  | 259  | 252  | 252  | 251  | 251  | 251  | 249  |
|               | 2013 | 2015 | 2016 | 2017 | 2018 | 2019 | 2020 | 2021 | 2022 |